# Свято-Троїцький Духовний Центр на честь князя Данила Галицького (Тернопіль)
Свято-Троїцький духовний центр у Тернополі — парафія і храм Благочиння міста Тернополя Тернопільської єпархії Православної церкви України в місті Тернополі, заснований православний протоієреєм УПЦ КП Анатолієм Зінкевичем.

## Історія

### Передумови
У 2001 році Україна відзначила 800-річчя від дня народження князя Данила Галицького, а у 2004 році — 750-річчя його коронування. Вшановуючи заслуги цього видатного державного діяча в утвердженні православ'я на західноукраїнських землях, у Тернополі було засновано Свято-Троїцький Духовний Центр (комплекс) на честь князя Данила Галицького. Цей Духовний Центр споруджується також як пам'ять про всіх, хто жертовно присвятив своє життя боротьбі за православну віру та за Україну.

### Засновники
Головним фундатором Свято-Троїцького Духовного Центру є його духівник, настоятель, протоієрей Анатолій Зінкевич. У 2000 році протоієрей Анатолій Зінкевич очолив ініціативну групу патріотів, яка звернулася до Президента України Леоніда Кучми з пропозицією відзначити на державному рівні ювілей князя Данила Галицького. Він також є автором ідеї спорудження пам'ятника князю в Тернополі та ініціатором громадського руху «Українські святині — українському народу».
Крім нього, фундаторами Духовного Центру є: директор ТОВ «Тернопільбуд» Василь Лило, генеральний директор ВАТ «Тернопільобленерго» Ігор Юхимець, генеральний директор Тернопільського обласного управління лісового господарства Ігор Попадинець.

### Початок будівництва
У травні 2000 року прем'єр-міністр України Віктор Ющенко разом з архієреями та священниками заклав перший камінь під будівництво соборного комплексу.
Духовний Центр включає собор Святої Тройці, церкви Покрови Пресвятої Богородиці та Всіх Святих (печерна). Тут також розташовані школа мистецтв, школа народних ремесел, паломницький центр, лікарня, музей, будинок для самотніх літніх людей, сиротинець, монастирський та братський корпуси, пресцентр, дзвіниця, бювет.
У 2001 році розпочато будівництво монашого корпусу, каплиці-ротонди на честь 800-річчя Данила Галицького. Того ж року за підтримки Центру споруджено каплиці в госпіталі МВС у Києві та в приміщенні УМВС у Тернопільській області. У 2002 році з'явилися каплиці в обласній дитячій лікарні, гарнізоні, онкодиспансері, 2-й міській лікарні, будинку-інтернаті та дитячому будинку «Малятко».
У 2003 році освятили камінь Дзвіниці єдності, а також створили молитовні кутки в різних установах. Центр співпрацює зі школами, гімназіями та вишами, включаючи ТНЕУ та ТНМУ.
При Духовному Центрі діють молодіжне братство, козацький рух, місійне товариство, гуртки та недільні школи. Також створено дитячий театр «Дивосвіт».
На Стрітення Господнє у 2003 році до Центру прибули дві старовинні ікони — святого Івана Златоустого та Ісуса Христа — з монастиря на святій Афонській горі.
У 2004 році з'явилася копія Чудотворної Вишгородської ікони Божої Матері. Також у храмі є ікона «Неопалима», ікона Божої Матері, що обновилася, копія Почаївської Божої Матері та ікона з часткою мощей святої великомучениці Варвари.
Центр став місцем підготовки для багатьох священників і виховав двох єпископів: Михаїла (Зінкевича), архієпископа Луцького і Волинського, та Симеона (Зінкевича), єпископа Дніпропетровського і Павлоградського.
Устав аскетичного духовного життя Центру базується на традиціях Почаївської Лаври.

### Освячення Свято-Троїцького храму
22 травня 2021 року предстоятель ПЦУ митрополит Епіфаній освятив Покровський храм Свято-Троїцького духовного центру та очолив Божественну літургію. Йому співслужили митрополит Львівський і Сокальський Димитрій, митрополит Луцький і Волинський Михаїл, архієпископ Тернопільський і Кременецький Нестор, архієпископ Дніпровський і Криворізький Симеон, архієпископ Тернопільський і Бучацький Тихон, єпископ Тернопільський і Теребовлянський Павло, єпископ Луганський і Старобільський Афанасій, настоятель храму протоієрей Миколай Зінкевич. Також духовенство помолилось за упокій протоієрея Анатоля Зінкевича — засновника духовного центру.

## Настоятелі
- о. Анатолій Зінкевич (2000—2019)[джерело?],
- о. Микола Зінкевич[джерело?].

## Світлини

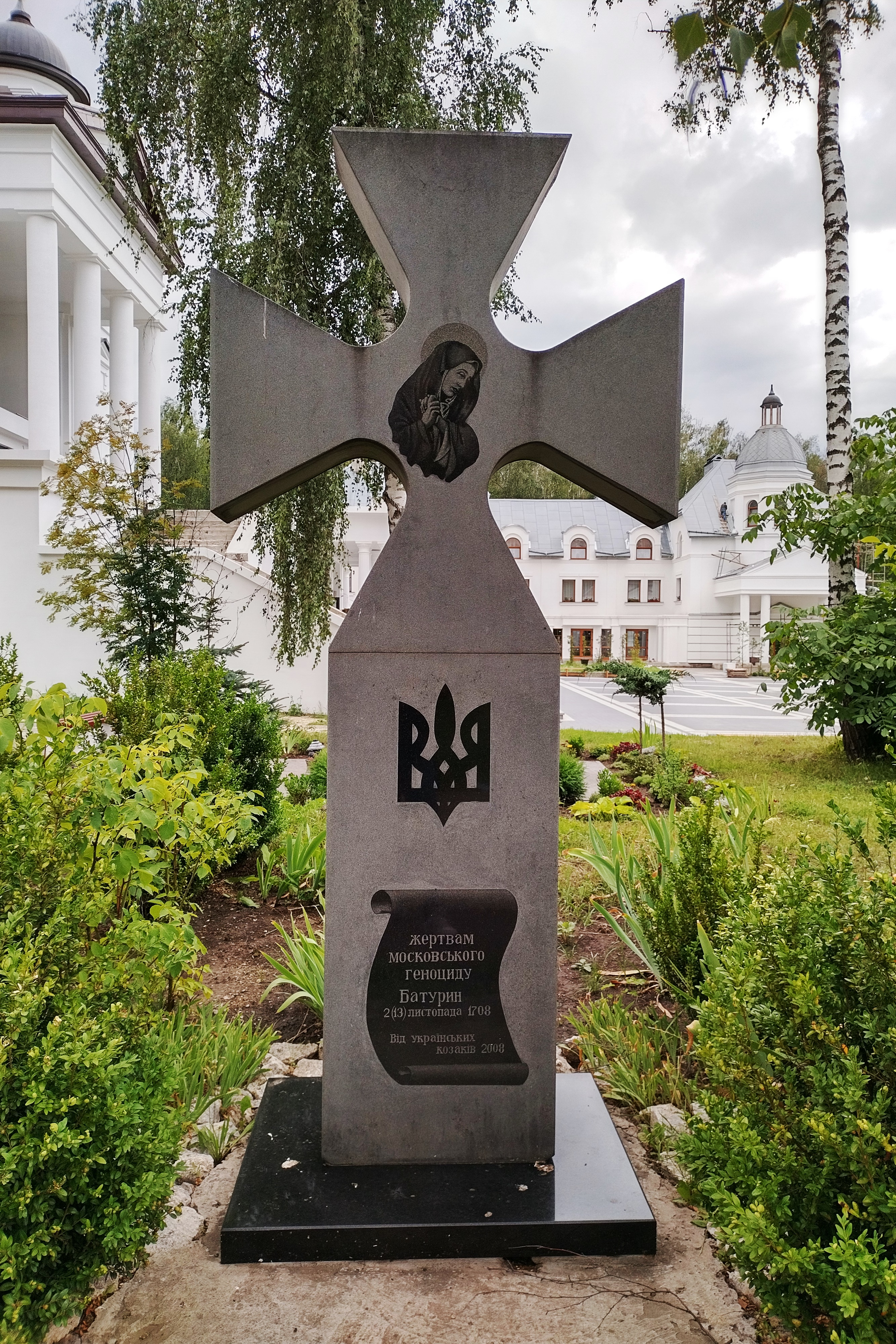
Хрест жертвам Батуринської трагедії 1708 року.

## Примтіки
1. ↑  пізніше увійшов у ПЦУ
2. ↑  Митрополит Епіфаній звершив освячення Покровського храму Свято-Троїцького духовного центру. PCU (укр.). 22 травня 2021. Архів оригіналу за 22 травня 2021. Процитовано 22 травня 2021.